# 聖里塔 (蘇利亞州)
聖里塔（西班牙語：Santa Rita），是委內瑞拉的城鎮，位於該國西北部蘇利亞州，是聖里塔市的首府，處於馬拉開波湖以東，始建於1790年，面積502平方公里，海拔高度5米，主要經濟活動是漁業。